# نمودار مینکوفسکی

نمودار مینکوفسکی با چارچوب در حال سکون (x,t), چارچوب در حال حرکت(x',t'), مخروط نور, و هذلولی‌هایی که زمان و فضا را نسبیت به مبدأ نشانه‌گذاری می‌کنند.

نمودار مینکوفسکی که به نام نمودار فضازمان نیز شناخته می‌شود، در سال ۱۹۰۸ توسط هرمان مینکوفسکی به وجود آمدند و تصویری از ویژگی‌های فضا و زمان در نظریه نسبیت خاص ارائه می‌دهد. این نمودارها اجازه می‌دهند که درک کمی از پدیده‌های متناظر با آن‌ها مانند اتساع زمان، بدون معادلات ریاضی داشته باشیم.
واژه نمودار مینکوفسکی در هر دو مفهوم عام و خاص به کار می‌رود. در مفهوم عام، یک نمودار مینکوفسکی تصویری گرافیکی از بخشی از فضای مینکوفسکی است که اغلب فضا به یک بعد کاهش داده شده‌است. این نمودارهای دوبعدی خطوط جهانی را به صورت منحنی‌هایی در صفحه نمایش می‌دهند که متناظر با حرکت در راستای محور فضایی است.